# Antipsara
Antipsara ( řecky : Αντίψαρα ) je malý řecký ostrov v Egejském moři. Podle sčítání lidu z roku 2011 na ostrově žili 4 obyvatelé. Leží asi 3 km (2 mi) západně od většího ostrova Psara, od kterého je odvozen i jeho název. Geografické podmínky jej znepřístupňují ze severní a západní strany.

## Historie
Existují důkazy o osídlení ve starověkém Řecku a Římě. Během osmanské nadvlády sloužil ostrov jako přístav.

## Využití
V letních měsících se z Psary vydávají na ostrov turisté na výlety. Na východní straně ostrova se nachází malý kostel sv. Jana (Άγιος Ιωάννης), který je navštěvován v srpnu poutníky.